# Плетвар (проход)
Плетвар или Плетварски проход (на македонска литературна норма: Плетвар) е планински проход на надморска височина от 994 м., който разделя планините Дрен и Бабуна и свързва долините на Пелагония и град Прилеп с долината на Раец и Тиквешията. В близкост се намира едноименното село Плетвар.